# Teisnach
Teisnach – gmina targowa w Niemczech, w kraju związkowym Bawaria, w rejencji Dolna Bawaria, w regionie Donau-Wald, w powiecie Regen. Leży w Lesie Bawarskim, około 12 km na północny zachód od miasta Regen, nad rzeką Regen, przy linii kolejowej Deggendorf – Cham.

## Demografia
| Rok  | Liczba mieszk. |
| ---- | -------------- |
| 1970 | 2 573          |
| 1987 | 2 641          |
| 2000 | 2 994          |

## Oświata
(na 1999)

W gminie znajduje się 75 miejsc przedszkolnych (74 dzieci) oraz szkoła podstawowa (22 nauczycieli, 386 uczniów).